# Brian Kirk (Regisseur)
Brian Kirk (* 1968 in Armagh, Nordirland) ist ein britischer Film- und Fernsehregisseur.

## Karriere
Brian Kirk wurde im irischen Armagh als Sohn eines Sozialarbeiters und einer Krankenschwester geboren. Er studierte zunächst englische Literatur an der University of Edinburgh und besuchte danach Filmkurse an der University of Bristol. Seine Karriere als Regisseur begann er Ende der 1990er Jahre mit vier Kurzfilmen. Darunter ist auch das Kurzfilmdrama Billy and Zorba, wofür Kirk beim Brooklyn Film Festival den Preis in der Kategorie Best International Short – Short Drama gewann.
Ab 2002 wandte er sich dem Fernsehen zu. Zu seinen ersten Arbeiten als Fernsehregisseur gehörten von 2004 bis 2005 die BBC-Serien Pulling Moves, Murphy’s Law und Funland. 2006 inszenierte er mit dem Filmdrama Middletown seinen ersten und bisher einzigen Kinofilm. Der Film erhielt 2007 bei den Irish Film and Television Awards insgesamt neun Nominierungen, davon zwei für Kirk selbst (in den Kategorien Bester Regisseur und Breakthrough Talent). Danach arbeitete er auch für nicht britische Serien, so 2007 bei den jeweiligen ersten Staffeln von The Riches und Die Tudors. Es folgten der  Fernsehfilm My Boy Jack (2007) mit David Haig und Daniel Radcliffe, die Miniserie Father & Son (2009), die ersten zwei Episoden der Krimiserie Luther (2010) mit Idris Elba in der titelgebenden Hauptrolle und die BBC-Miniserie Große Erwartungen (2011) nach dem gleichnamigen Roman von Charles Dickens.
Als Regisseur war im Anschluss an den Serien wie Game of Thrones (2011), Luck (2012) und Penny Dreadful (2015) beteiligt. 2019 folgte mit 21 Bridges ein Kinofilm.

## Filmografie (Auswahl)
- 1999: Billy and Zorba (Kurzfilm)
- 2004: Pulling Moves (4 Episoden)
- 2004–2005: Murphy’s Law (4 Episoden)
- 2005: Funland (Episoden 1x08–1x11)
- 2006: Middletown
- 2007: The Riches (2 Episoden)
- 2007: Die Tudors (The Tudors, Episoden 1x05–1x06)
- 2007: My Boy Jack (Fernsehfilm)
- 2009: Father & Son (3 Episoden)
- 2010: Luther (Episoden 1x01–1x02)
- 2011: Game of Thrones (Episoden 1x03–1x05)
- 2011: Große Erwartungen (3 Episoden)
- 2012: Luck (2 Episoden)
- 2015: Penny Dreadful (4 Episoden)
- 2019: 21 Bridges
- 2025: The Dead of Winter